# Raoul Roger Ballet
Raoul Roger Ballet est un peintre et sculpteur français à tendance abstraite né à Aix-en-Provence le 11 décembre 1904 et mort à Celon le 27 février 2004. 

## Biographie
Fils d'Alfred Ballet et de Gabrielle Hermance Émilie Palausi, Raoul Roger Ballet se marie le 7 avril 1945 avec la peintre, illustratrice et écrivaine française Madeleine Soulat.
Raoul Roger Ballet fait des sculptures en bois, en taille directe, ses sujets sont le plus souvent mythologiques. En peinture, il s'oriente vers un art abstrait. Entre 1929 et 1932, il a exposé à Paris au Salon d'automne, de la Société nationale des beaux-arts et des indépendants à Paris. Il meurt à l'âge de 99 ans en 2004.